# Офкир, Мохамед
Мохамед Офкир (норв. Mohamed Ofkir; 4 августа 1996, Осло) — норвежский футболист, защитник клуба «Волеренга».

## Клубная карьера
Офкир — воспитанник клуба «Лиллестрём». 12 апреля 2015 года в матче против «Олесунна» он дебютировал в Типпелиге. 24 апреля 2016 года в поединке против «Одда» Мохамед забил свой первый гол за «Лиллестрём».
В начале 2017 года Офкир перешёл в бельгийский «Локерен», куда его позвал Рунар Кристинссон, бывший тренер «Лиллестрёма». Мохамед подписал контракт на 2,5 года.